# 203 mm M1931
L'obice Modello 1931 da 203mm, chiamato anche B-4, è un'artiglieria pesante, quella di maggior calibro impiegata dall'Armata Rossa nelle sue unità campali (ovvero, eccetto armi speciali come le artiglierie costiere e ferroviarie). Venne ideata tra fine anni venti e inizio anni trenta, con lo scopo di superare le vecchie artiglierie pesanti della prima guerra mondiale.

## Tecnica
La sua particolarità principale era quella di avere un affusto cingolato.
Questo rendeva possibile una mobilità adeguata, grazie ad un treno di rotolamento costituito da: 2 ruote di rinvio, una delle quali munita di regolatore per la tensione dei cingoli a vitone, 4 piccoli rulli di sostegno e 3 di rinvio. Altri pezzi di artiglieria di questo tipo avevano 4-6 ruote, ma esse erano insufficienti per assicurare il movimento nel fango, ghiaccio e neve alta, cosa che al Modello 1931 risultava assai agevole.
Per il movimento, comunque, poteva essere mosso ripartito su 2 carichi. In tal caso venivano tolte le code e portate su di un altro avantreno trainabile da trattore cingolato, come cingolato era il mezzo per portare il resto del Modello 1931. Si trattava di veicoli trattori pressoché di tipo civile. Sulle lunghe distanze era necessario anche suddividerlo in 5 o 6 carichi, dato il suo peso.
Bisogna dire che esso venne realizzato in almeno 6 versioni diverse.
Quello che è certo, è che per un certo tratto esso poteva anche essere mosso praticamente assemblato ed impiegato in azione.
La sua corta bocca da fuoco era capace nondimeno di sviluppare una valida gittata e con un proiettile pesante. Ne esisteva sia uno HE, che uno semiperforante anti-fortificazioni in cemento armato.
La cadenza di tiro era abbastanza lenta, con un colpo ogni 4 minuti come norma, ma aumentabile per breve periodo.
Il meccanismo di recupero era sistemato sopra la bocca da fuoco, che aveva una caratteristica forma a "bottiglia", costituita da 2 tubi concentrici e da un rinforzo all'estremità. La coda era imponente, con una struttura a 2 bracci e una piattaforma in mezzo. Vi era anche una sottile gru per portare i proiettili alla culatta.

## Operatività

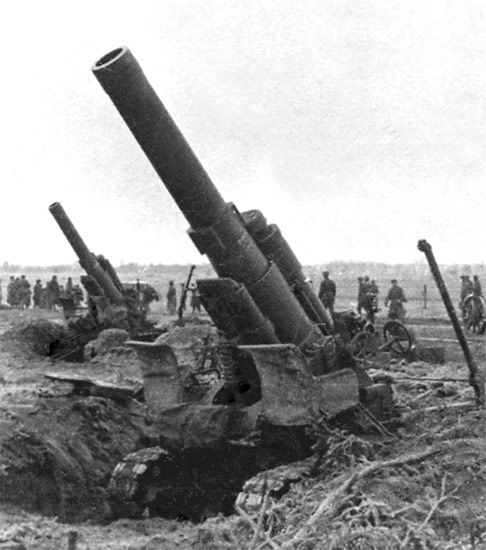
Batteria sul fronte bielorusso, 1944.

In azione, il Modello 1931 non venne assegnato mai alle unità divisionali standard. Per esso e altri pezzi di grande potenza, si crearono divisioni di artiglieria pesante autonome, costituite da cannoni a lungo raggio, mortai pesanti, lanciarazzi multipli di grande calibro, tutti ripartiti in brigate. Le divisioni nel 1945 erano al servizio del comando di Fronte, che disponeva di un corpo d'armata di artiglieria, costituito da 2 divisioni di artiglieria da campagna e 2 contraerei. Il Modello 1931 era parte delle prime, con una brigata costituita da 36 pezzi suddivisi in 4 batterie.
Esso si dimostrò un'arma potente, capace di muoversi su fango e neve che inchiodavano pezzi di artiglieria ben più leggeri. Il suo problema era il tempo che serviva per metterlo in posizione e portarlo via, mentre non aveva una piattaforma girevole per cambiare in fretta la direzione della bocca da fuoco, che poteva essere brandeggiata di soli 8 gradi.
La velocità di traino (15 km/h) fece sì che spesso non riuscisse a seguire le operazioni belliche sul fronte orientale, e quando le cose si mettevano male, capitava che i tedeschi si impossessassero di numerosi Modello 1931.
Tutt'altro che indifferenti alle caratteristiche del pezzo, lo usarono a loro volta con la definizione di H 503(r) 20,3 cm. Lo usarono sia sul fronte orientale che in Italia. Ovunque la velocità di movimento delle truppe non fosse elevata, mentre contava la mobilità su terreni difficili (esempio, montagne e colline, fango e neve), il Modello 1931, sia in difesa -grazie anche alla gittata elevata- che in assalto poteva dimostrarsi di considerevole valore. Nondimeno, esso non ebbe forse l'efficacia di artiglierie come cannoni e obici da 122 e 152mm molto più leggeri e diffusi, con granate e gittata che reggevano bene il confronto tranne che contro i bersagli più robusti.
Il Modello 1931 è conosciuto per aver partecipato anche alla Battaglia di Berlino, dove alcuni di questi vennero usati addirittura a tiro diretto contro i capisaldi degli ultimi difensori tedeschi. Immagini di queste bocche da fuoco cingolate sono infatti ben note nelle azioni dell'epoca, tra le strade della capitale.
Dopo il 1945 sembrava che le artiglierie sovietiche di tal calibro fossero in decadenza, invece dopo alcuni anni si è notato il potente Modello 1931 in una seconda giovinezza. Ora riequipaggiato con un affusto con 4 ruote, piuttosto che il classico e pesante sistema cingolato, i problemi di movimento fuori strada sono stati risolti da trattori cingolati e autocarri pesanti con trazione integrale, che dovrebbero aver consentito a questa artiglieria di essere portata anche per lunghi tratti in un carico unico.